# Емил Логар
Емил Логар (6. новембар 1940) бивши је југословенски кошаркаш.

## Играчка каријера
Током кошаркашке каријере наступао је за Олимпију из Љубљане. Са клубом је освојио пет пута првенство Југославије. Две године је водио женску екипу АШК Олимпије, 1964. и 1965. Прве године је са својим тимом заузео шесто место у Првој савезној лиги Југославије. Са њим је АШК Олимпија 1965. освојила одлично треће место. После кратке тренерске епизоде, вратио се у редове екипе Олимпије, где је играо до 1972. године.
Био је члан репрезентације Југославије. Као репрезентативац освојио је бронзану медаљу на Европском првенству 1963. године у Пољској.

## Клупски трофеји
- Првенство Југославије (5): 1957, 1959, 1961, 1962, 1966.